# 堀田治
堀田 治（ほった おさむ）は、日本の経営学者。経営学博士(法政大学)。日本大学商学部准教授。

## 略歴・人物
東京都立大学工学部卒業後、日本電気株式会社(NEC) へ入社。公益財団法人新国立劇場運営財団専門員、早稲田大学エクステンションセンター講師などを務める傍ら、法政大学大学院経営学研究科にて経営学を専攻。2017年に同大学院の博士後期課程を修了した。南山大学准教授、日本大学、法政大学、慶応義塾大学などで講師を担当し、2020年より日本大学商学部准教授。東京都港区の港区立みなと芸術センター経営機能専門参与、日本消費者行動研究学会事務局担当理事なども務める。

## 著作等

### 論文
- 『「超高関与の領域における消費者行動～現代舞台芸術リピーターの事例～」（修士論文）』（2010年度経営学専攻修士論文成果集 1-70 2011年）
- 『「超高関与の劇場消費と長期的リレーションシップ」』（『リレーションシップのマネジメント』 69-85 2014年）
- 『超高関与消費のマーケットインパクト－関与と知識による多段階の発展モデル－』（AD STUDIES 51 15-20 2015年）
- 『「高関与製品の典型的広告表現が与える負の効果」 ～広告画像の典型性と具体性に着目して～』（吉田秀雄記念事業財団 平成27年度第49次 『助成研究集』 111-136 2016年）
- 『「消費者関与水準の拡張」～体験消費における需要の創造～（博士論文）』（法政大学博士学位審査論文 1-200 2017年）など

## 専門分野
- 消費者行動論